# Osloprocessen

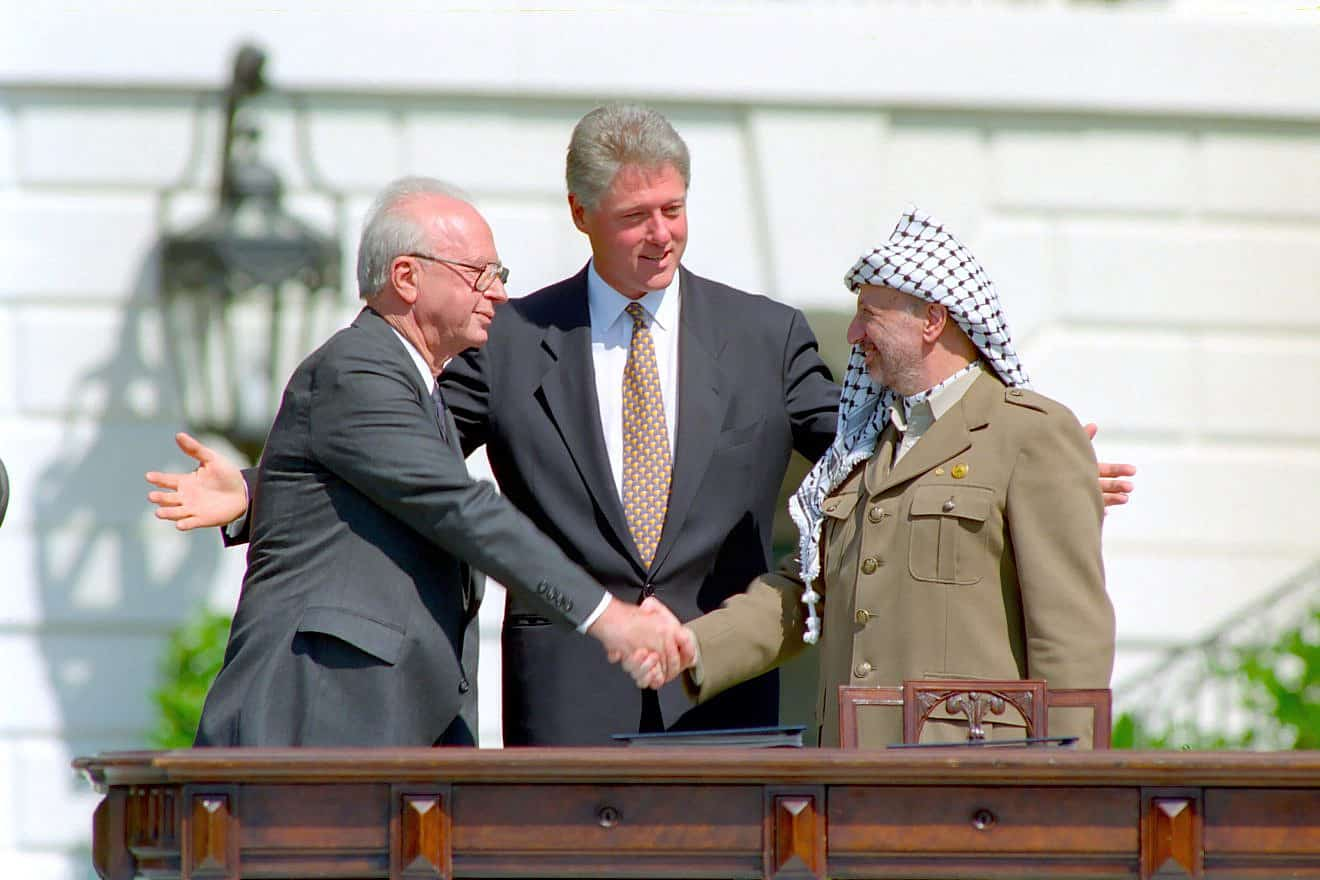
Yitzhak Rabin skakar hand med Yassir Arafat under ceremonin och signeringen av avtalet i Washington D.C., den 13 september 1993. I bakgrunden Bill Clinton.

Osloprocessen var ett fredsförsök mellan Israel och Palestina under 1990-talet, med målet att skapa en tvåstatslösning och lägga grunden för fredliga relationer. Trots initiala framsteg, som skapandet av den Palestinska myndigheten, ledde bristande tillit, ökat våld och misslyckade förhandlingar till att processen kollapsade. 

## Osloavtalet
Osloprocessen var en milstolpe i Israel-Palestina-konflikten. Det var den första direkta överenskommelsen mellan israeliska politiker och representativa politiker för palestinier sedan Israels ockupation av Palestinska områden 1967. Syftet var att skapa ett ramverk för framtida relationer mellan Israel och den väntade palestinska staten. Tvistefrågor som Jerusalems status, de palestinska flyktingarnas rättigheter, israeliska bosättningar, gränsdragningar och säkerhetsfrågor skulle tas upp och på sikt lösas.

### Oslo I
Under processen slöts flera avtal. Det första mötet avslutades i Oslo den 20 augusti 1993. Avtalet, idag kallat Oslo I , skrevs officiellt under vid en ceremoni i Washington. den 13 september 1993 med Yassir Arafat som undertecknare för Palestinska befrielseorganisationen, PLO, och Yitzhak Rabin som undertecknare för Israel. Undertecknandet bevittnades av Warren Christopher för USA och Andrej Kozyrev för Ryssland, i närvaro av USA:s dåvarande president Bill Clinton.
Oslo I gav palestinierna självstyre i Gazaremsan och i staden Jeriko på Västbanken. 
Processen var en grund för skapandet av Palestinska myndigheten. Denna myndighet skulle ha ansvar över administrationen i de territorier som de kontrollerade. I avtalet ingick bland annat att PLO skulle avsäga sig allt bruk av våldshandlingar och terrorism samt att Israels militär skulle dras tillbaka från delar av Gazaremsan och Västbanken, för att på sikt möjliggöra ett självständigt Palestina. Man väntade sig att avtalet skulle vara under en femårsperiod, efter vilket ett permanent avtal skulle förhandlas (med början senast i maj 1996). Planen var att ett Palestinskt självstyre skulle ges uppdelat, i flera faser, av Israel. 

### Oslo II
1995 slöts avtalet Oslo II, som utvidgade området av självstyre på Västbanken, men Israel behöll fortfarande den huvudsakliga kontrollen. Processen ansågs inte över, utan inväntade slutgiltiga förhandlingar. 

### Respons
Omvärlden välkomnade avtalen, och de tre huvudansvariga för förhandlingarna tilldelades 1994 Nobels fredspris: Yasir Arafat, Yitzhak Rabin samt Israels utrikesminister Shimon Peres. 
Extremister på båda sidor motsatte sig däremot fredsavtalet. Palestinska Hamas och Islamiska jihad avvisade Oslo I och fortsatte attackera Israel. På den israeliska sidan fanns starkt motstånd från högerextrema grupper, vilket kulminerade i mordet på premiärminister Yitzhak Rabin 1995 under en fredsdemonstration i Tel Aviv. De stora oroligheterna gjorde att förhandlingarna avstannade. 

### Eftermäle
Tack vare förhandlingarna kunde Palestinska Myndigheten för första gången hålla parlamentsval 1996, och Yassir Arafat valdes till Palestinas första president. 
Det nya styret väckte dock missnöje, då det anklagades för korruption och maktmissbruk. När Osloavtalens målsättning inte införlivades ledde det palestinska missnöjet år 2000 till rena upplopp och den Andra intifadan. 
Ett sista förhandlingsförsök gjordes 2000 under ledning av Bill Clinton, som dock misslyckades utan några fler överenskommelser. Konflikten mellan parterna är fortfarande (2025) olöst. 